# Михайлов, Виталий Сергеевич
Виталий Сергеевич Михайлов (бел. Віталій Сяргеевіч Міхайлаў; род. 24 августа 1986, Витебск, БССР) — белорусский конькобежец, многократный чемпион и рекордсмен Беларуси, мастер спорта Республики Беларусь международного класса.
Участник двенадцати чемпионатов Европы, лучший результат — 12-е место на домашнем первенстве, проходившем в 2016 году на конькобежном стадионе «Минск-Арены». На Чемпионате мира по отдельным дистанциям в Корее 2017 год, занял 4 место в масстарте.